# Paul Henreid
Paul Henreid, pseudonimo di Paul Georg Julius Freiherr von Hernreid Ritter von Wassel-Waldingau (Trieste, 10 gennaio 1908 – Santa Monica, 29 marzo 1992), è stato un attore austriaco naturalizzato statunitense.

## Biografia
Nacque a Trieste, all'epoca parte dell'Impero Austro-Ungarico, da una famiglia facoltosa. Dopo gli studi all'Accademia Maria Teresa di Vienna e all'Istituto di Arti Grafiche, lavorò come disegnatore e traduttore per una ditta di pubblicità diretta all'epoca da Otto Preminger. Questi lo presentò a Max Reinhardt, che lo invitò a far parte della sua compagnia teatrale a Vienna. Trasferitosi in Inghilterra nel 1935, continuò a recitare in teatro e nel cinema, comparendo - fra gli altri - nel film Addio, Mr. Chips! (1939).
Nel 1940 si stabilì negli U.S.A. e prese la cittadinanza americana. In Perdutamente tua (1942), accanto a Bette Davis, apparve come la quintessenza dell'amatore europeo, colto e sensibile, mentre in Casablanca (1942), di Michael Curtiz, a fianco di Humphrey Bogart e Ingrid Bergman, ebbe la parte di Victor Laszlo, l'idealista che lotta per la libertà. Ambedue questi personaggi esercitarono un grande fascino sul pubblico americano.
Dopo I cospiratori (1944), diretto da Jean Negulesco, Henreid si liberò della sua immagine di esponente di una civiltà esausta, interpretando personaggi di cappa e spada in film come Nel mar dei Caraibi (1945) e Eroi di mille leggende (1952). Nel 1951 esordì come regista con For Men Only; tra i film da lui successivamente diretti è da ricordare Chi giace nella mia bara? (1964) con Bette Davis.
Henreid lavorò anche per la televisione, dirigendo episodi della serie Alfred Hitchcock presenta e Bonanza. Tra gli ultimi ruoli da lui interpretati, generalmente in parti di anziani uomini di potere, è da ricordare il cardinale nel film L'esorcista II - L'eretico (1977).

## Filmografia

### Attore

#### Cinema
- L'inferno dei mari (Morgenrot), regia di Vernon Sewell e Gustav Ucicky (1933)
- Baroud, regia di Rex Ingram e Alice Terry (1933)
- Alta scuola (Hohe Schule), regia di Erich Engel (1934)
- Eva, regia di Johannes Riemann (1935)
- Il re dei commedianti (...nur ein Komödiant), regia di Erich Engel (1935)
- La grande imperatrice (Victoria the Great), regia di Herbert Wilcox - non accreditato (1937)
- Addio, Mr. Chips! (Goodbye, Mr. Chips), regia di Sam Wood (1939)
- An Englishman's Home, regia di Albert de Courville (1940)
- Night Train to Munich, regia di Carol Reed (1940)
- Under Your Hat, regia di Maurice Elvey (1940)
- L'ora del destino (Joan of Paris), regia di Robert Stevenson (1942)
- Perdutamente tua (Now, Voyager), regia di Irving Rapper (1942)
- Casablanca, regia di Michael Curtiz (1942)
- Bombe su Varsavia (In Our Time), regia di Vincent Sherman (1944)
- Tra due mondi (Between Two Worlds), regia di Edward A. Blatt (1944)
- I cospiratori (The Conspirators), regia di Jean Negulesco 1944)
- Ho baciato una stella (Hollywood Canteen), regia di Delmer Daves (1944)
- Nel mar dei Caraibi (The Spanish Main), regia di Frank Borzage (1945)
- Appassionatamente (Devotion), regia di Curtis Bernhardt (1946)
- Schiavo d'amore (Of Human Bondage), regia di Edmund Goulding (1946)
- Il prezzo dell'inganno (Deception), regia di Irving Rapper (1946)
- Canto d'amore (Song of Love), regia di Clarence Brown (1947)
- Jim lo sfregiato (Hollow Triumph),  regia di Steve Sekely (1948)
- La corda di sabbia (Rope of Sand), regia di William Dieterle (1949)
- Belle giovani e perverse (So Young So Bad), regia di Bernard Vorhaus (1950)
- L'ultimo dei bucanieri (Last of the Buccaneers), regia di Lew Landers (1950)
- Pardon My French, regia di Bernard Vorhaus (1951)
- For Men Only, regia di Paul Henreid (1952)
- Eroi di mille leggende (Thief of Damascus), regia di Will Jason (1952)
- Volto rubato (Stolen Face), regia di Terence Fisher (1952)
- Dans la vie tout s'arrange, regia di Marcel Cravenne (1952)
- Mantrap, regia di Terence Fisher (1953)
- Napoletani a Bagdad (Siren of Bagdad), regia di Richard Quine (1953)
- Cabaret (Dieses Lied bleibt bei dir), regia di Willi Forst (1954)
- Così parla il cuore (Deep in My Heart), regia di Stanley Donen (1954)
- La schiava del pirata (Pirates of Tripoli), regia di Felix E. Feist (1955)
- Donne... dadi... denaro! (Meet me in Las Vegas), regia di Roy Rowland (1956)
- Acapulco - anche gli eroi sono assassini (A Woman's Devotion), regia di Paul Henreid (1956)
- 10.000 camere da letto (Ten Thousand Bedrooms), regia di Richard Thorpe (1957)
- Vacanze per amanti (Holiday for Lovers), regia di Henry Levin (1959)
- Sacro e profano (Never So Few), regia di John Sturges (1959)
- I quattro cavalieri dell'Apocalisse (Four Horsemen of the Apocalypse), regia di Vincente Minnelli (1962)
- Operazione Crossbow (Operation Crossbow), regia di Michael Anderson (1965)
- La pazza di Chaillot (The Madwoman of Chaillot), regia di Bryan Forbes (1969)
- L'esorcista II - L'eretico (Exorcist II: The Heretic), regia di John Boorman (1977)

#### Televisione
- Climax! – serie TV, episodio 1x31 (1955)
- Celebrity Playhouse – serie TV, episodio 1x13 (1955)
- The Aquanauts – serie TV, episodio 1x05 (1960)

### Regista
La maggior parte dell'attività di Paul Henried come regista riguarda opere per la TV. Tuttavia sono da ricordare i film per il grande schermo:
- For Men Only (1952)
- Acapulco - anche gli eroi sono assassini (A Woman's Devotion) (1956) - anche attore
- Chi giace nella mia bara? (Dead Ringer) (1964)
- Ballata in blu (Ballad in Blue) (1964)

## Doppiatori italiani
- Gualtiero De Angelis in Sacro e profano, Canto d'amore, Donne... dadi... denaro!, I quattro cavalieri dell'Apocalisse
- Ennio Cerlesi in Casablanca, I cospiratori
- Augusto Marcacci in Addio, Mr. Chips!, Eroi di mille leggende
- Emilio Cigoli in Perdutamente tua, Vacanze per amanti
- Giulio Panicali in Nel mar dei Caraibi
- Mario Pisu in Il prezzo dell'inganno
- Romolo Costa in Ho baciato una stella
- Sandro Ruffini in La corda di sabbia
- Giorgio Capecchi in Acapulco/Anche gli eroi sono assassini
- Antonio Guidi in L'esorcista II - L'eretico
- Romano Malaspina in Perdutamente tua (ridoppiaggio anni ottanta)
- Sergio Di Stefano in Nel mar dei Caraibi (ridoppiaggio)
- Franco Zucca in L'esorcista II - L'eretico (ridoppiaggio DVD 2004)